# 会えないよ
『会えないよ』（あえないよ）は、スターダストレビュー28枚目のシングル。1995年10月25日に発売された。

## 収録曲
全編曲：スターダストレビュー・矢代恒彦
1. 会えないよ
作詞：渡辺なつみ
作曲：根本要
日本テレビ系列「『紳助のサルでもわかるニュース』」エンディング･テーマ
2. 待ちぼうけ（シリーズ・王様の一日〜THE DAY AT THE KINGDOM〜）
作詞：寺田正美/林紀勝
作曲・メインボーカル：柿沼清史
3. 会えないよ（Instrumental）